# مارتي رسن
مارتي رسن (بالإنجليزية: Marty Riessen)‏ هو لاعب كرة مضرب أمريكي نشط في فترة الستينات والسبعينات الميلادية. هو أحد أبطال الجراند سلام. وصل غلى المركز 11 في التصنيف العالمي في سنة 1974.

## بطولات حققها
- دورة رولان غاروس الدولية
- بطولة ويمبلدون
- بطولة أستراليا المفتوحة للتنس
- بطولة أمريكا المفتوحة للتنس

## روابط خارجية
- مارتي رسن على موقع كلية كرة السلة في سبورتس رفرنس.كوم (الإنجليزية)
- مارتي رسن على موقع رابطة محترفي التنس (الإنجليزية)
- مارتي رسن على موقع الاتحاد الدولي لكرة المضرب (الإنجليزية)
- مارتي رسن على موقع كأس ديفيز (الإنجليزية)
- مارتي رسن على موقع خلاصة التنس.كوم (الإنجليزية)